# Alimentation de Rennes en eau potable
L’alimentation de Rennes en eau potable est assurée par un réseau complexe d'infrastructures de captage, de stockage, de transport et de distribution de l'eau qui s'étend sur une partie des départements d'Ille-et-Vilaine et des Côtes-d'Armor, en Bretagne, dans l'Ouest de la France. 

## Description du réseau

### Branche de la Minette (Rennes I et II)
Cette branche est la première créée pour le réseau d’adduction moderne à partir de 1882. L'eau est captée dans le Coglais et le fleuve Couesnon, à environ 60 kilomètres au nord-est de Rennes, puis acheminée par l'aqueduc de la Minette jusqu'aux réservoirs des Gallets où elle est distribuée.

### Branche de Rophémel (Rennes III)
Cette branche permet d'alimenter Rennes avec les eaux de la Rance depuis 1963. Le captage s'effectue au niveau du barrage de Rophémel situé dans la commune de Guenroc dans les Côtes-d'Armor, à environ 38 kilomètres au nord-ouest de Rennes. Après traitement, l'eau potable est acheminée par une conduite enterrée jusqu'aux réservoirs de Villejean. Rophémel assure 37% de l'alimentation en eau potable de la métropole rennaise.

### Branche de la Chèze-Canut (Rennes IV)
Depuis 1976, le réseau est également alimenté par les eaux captées dans les rivières du sud-ouest du bassin rennais : Chèze, Canut et Meu. Après pompage dans les deux retenues des barrages de la Chèze et du Canut, l'eau est acheminée par une conduite souterraine jusqu'aux réservoirs de Villejean à Rennes. Une station de pompage située à Mordelles permet de fournir un appoint occasionnel à partir des eaux du Meu. Un captage de secours est également installé dans l'étang des Bougrières situé à proximité des étangs d'Apigné. Cette branche assure 33 % de l'alimentation du réseau.

#### La station de pompage de Mordelles
Le pompage des eaux du Meu est utilisé en appoint en cas de sécheresse importante limitant la capacité du barrage de la Chèze-Canut. Les eaux du Meu étant d'une qualité inférieure à celles de la Chèze et du Canut, cette ressource n'est que rarement utilisée. Elle peut toutefois être utilisée occasionnellement pour aider au remplissage du lac de barrage. La station, implantée en amont du bourg de Mordelles, peut délivrer jusqu'à 75 000 mètres cubes par jour.

#### L'étang des Bougrières
L'étang des Bougrières est une ancienne gravière creusée à proximité du lit de la Vilaine. D'une capacité de 1,7 million de mètres cubes, il sert de réserve de secours en cas de rupture d'approvisionnement depuis le barrage de la Chèze-Canut. La station de pompage construite sur le site permet de délivrer jusqu'à 15 000 mètres cubes par jour.
Le site accueille également les trois forages de Lilion d'une capacité totale de 268 mètres cubes par heure. Ils alimentent l'usine de traitement de Lilion, située dans la commune du Rheu, qui dessert notamment le château d'eau de Mordelles (1200 mètres cubes) et les communes environnantes (Le Rheu, Goven, Bréal-sous-Montfort, Chavagne, L'Hermitage, La Chapelle-Thouarault, Cintré et Talensac). Pour sécuriser son approvisionnement, le réseau de Lilion est interconnecté avec la branche Rennes III et les réseaux des syndicats Ouest 35 (barrage d'Arzal) et de la forêt de Paimpont.

#### L'usine de traitement de Villejean
Les eaux de la Chèze-Canut, du Meu et des Bougrières sont traitées à Villejean, dans le nord-ouest de la commune de Rennes. Il s'agit de la plus grande usine de production d'eau potable d'Ille-et-Vilaine ; elle peut traiter jusqu'à 75 000 mètres cubes d'eau par jour. Construite en 1975, elle a été rénovée en 2012 et 2013. L'eau y est décantée, filtrée par du charbon actif, puis fait l'objet d'une ultrafiltration avant son stockage dans les réservoirs situés à proximité et sa distribution.

### Branche de Fénicat
La conduite dite de « Fénicat » permet d'alimenter Rennes à partir de trois forages situés à environ 8 kilomètres au sud de l'agglomération, dans les communes de Bruz et Chartres-de-Bretagne (La Marionais, La Pavais et Fénicat). Ils ont un débit maximal total de 8 200 mètres cubes par jour. L'eau captée est traitée dans l'usine de potabilisation de Champ Fleury présente à proximité. Celle-ci permet de décarbonater l'eau à raison de 5 500 mètres cubes par jour. L'eau produite est ensuite stockée dans le château d'eau de Champ Fleury (6 000 m³), puis distribuée à Bruz et à Rennes. Cette branche assure 5 % des besoins en eau du bassin rennais. Une partie de l'eau est également vendue au syndicat Les Bruyères qui dessert 23 communes du sud de l'Ille-et-Vilaine,.